# 佐々木遥子
佐々木 遥子（ささき はるこ、2002年3月9日 - ）は、日本の女子バレーボール選手である。

## 来歴
千葉県浦安市出身。
船橋市立船橋高等学校では1年先輩の大村季色・同級生の雜賀恵斗とともに第71回全日本バレーボール高等学校選手権大会に出場した。
2020年、東海大学体育学部に進学すると、同級生の宮部愛芽世とともに1年生から試合に出場。
2021年、2022年には全日本大学選手権大会（全日本インカレ）で連覇を果たし、2022年はレシーブ賞を受賞した。
2023年12月、佐藤淑乃・伊藤一葉とともにNECレッドロケッツの内定選手として発表された。
2024年10月12日、SVリーグ開幕戦である埼玉上尾メディックス戦で初出場を果たした。

## 所属チーム
- 松戸市立第四中学校（2014-2017年）
- 船橋市立船橋高等学校（2017-2020年）
- 東海大学（2020-2024年）
- NECレッドロケッツ川崎（2024年-）

## 受賞歴
- 2022年 - 東日本大学選手権大会 レシーブ賞
- 2022年 - 全日本大学選手権大会 レシーブ賞
- 2023年 - 全日本大学選手権大会 レシーブ賞